# Юрай Бадель
Юрай Бадель (хорв. Juraj Badelj, нар. 24 серпня 2003, Загреб, Хорватія) — хорватський футболіст, захисник румунського клубу «Університатя» (Крайова).

## Ігрова кар'єра

### Клубна
Юрай Бадель народився у місті Загреб. Перші кроки у футболі він робив в академії місцевого клубу «Локомотива». В подальшому захисник пройшов через молодіжні команди хорватських клубів «Хрватскі Драговоляц» та «Рудеш».
У 2023 році Бадель приєднався до румунського клубу «Університатя» (Крайова). 1 березня 2023 року у матчі проти «Арджеша» Бадель дебютував у чемпіонаті Румунії.

### Збірна
У 2024 році у відборі до Євро - 2025 Юрай Бадель почав свої виступи на міжнародній арені — в складі молодіжної збірної Хорватії.